# Cell Test (Prison Break)
| "Cell Test"               | "Cell Test"               |
| ------------------------- | ------------------------- |
| Capítulo #                | Temporada 01, Capítulo 03 |
| Guion                     | Michael Pavone            |
| Director                  | Brad Turner               |
| Emisión en Estados Unidos | 5 de septiembre de 2005   |
| Cronología                |                           |
| Capítulo anterior         | "Allen"                   |
| Capítulo siguiente        | "Cute Poison"             |

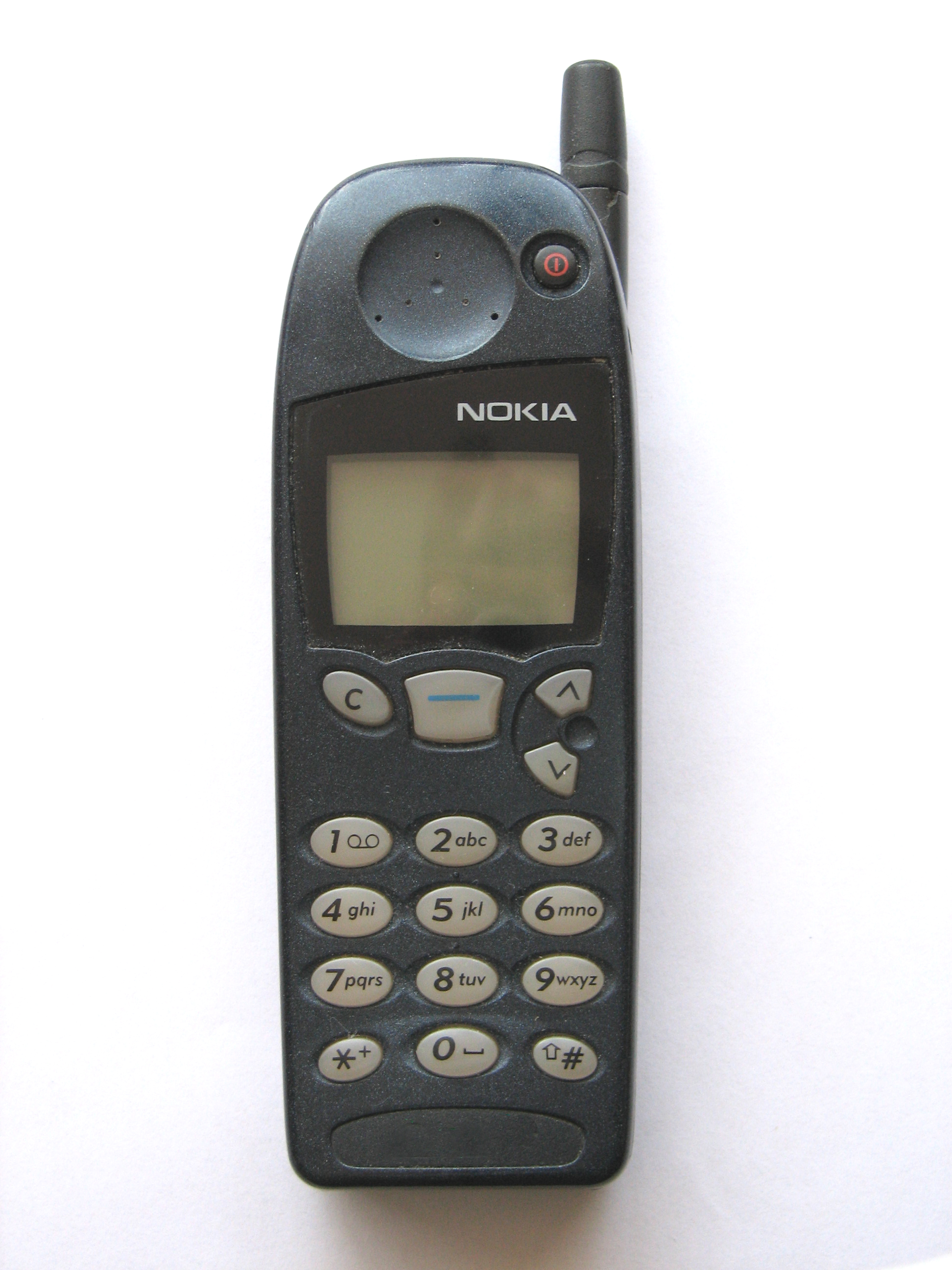
Nokia 5110

"Cell Test" (o La Prueba del Móvil en español) fue el tercer capítulo de la serie de televisión Prison Break, el cual salió al aire el 5 de septiembre del año 2005, en los  Estados Unidos.

## Resumen
Luego de que a Michael (Wentworth Miller) le ponen la cura para el pie en la enfermería (luego de que Abruzzi le cortara los dos dedos pequeños del pie izquierdo), se encuentra con Veronica Donovan (Robin Tunney) para hablar sobre la exoneración de Lincoln Burrows (Dominic Purcell). Luego, mientras está en PI pintando una paréd, Michael esconde un teléfono celular en una caja que está adherida a la pared. Sucre (Amaury Nolasco) lo ve y se imagina lo que podría pasar si lo descubrieran. De todas formas, Lincoln le dice a un guardia que Sucre tiene un teléfono celular. Cuando a Sucre le interrogan sobre esto, él lo niega, aunque le quitaran el derecho a visita conyugal. Esto le asegura a Michael que su compañero de celda puede guardar un secreto.
Sucre le pregunta a Michael sobre la utilidad del teléfono que había escondido y Michael le muestra que solo era un jabón de color negro. Michael luego le comenta a Sucre sobre su plan para escapar. Sin embargo, a Sucre no le agrada la idea ya que en solo 16 meses saldrá de prisión y su prometida, Maricruz, lo estará esperando.
Mientras tanto, Veronica Donovan se encuentra con Leticia (Adina Porter), la novia de un amigo de Lincoln, tratando de conseguir información sobre el caso. Leticia, escéptica, piensa que Veronica solo la está engañando. El Agente Paul Kellerman (Paul Adelstein), del servicio secreto, visita más tarde a Veronica para hacerle unas preguntas. Veronica luego se encuentra hablando con su prometido Sebastian (Anthony Starke) y le dice que está desilusionado porque Veronica está constantemente cambiando la fecha de la boda. Philly Falzone (Al Sapienza) se encuentra con John Abruzzi (Peter Stormare) en la sala de visitas y le pregunta si ya consiguió la ubicación de Fibbonaci.  
Sucre le pide al alcaide Pope (Stacy Keach) que lo transfiera a otra celda para así no tener nada que ver con el escape. Entonces Abruzzi trata de negociar con Michael de nuevo y justo cuando T-Bag (Robert Knepper) está por atacar a Michael, Abruzzi lo protege, tratando así de ganar su confianza. Lincoln Burrows habla con su hijo LJ (Marshall Allman) y le pide que mejore, ya que este estaba teniendo problemas legales y malas notas. Y él le responde que, para él, su padre está muerto. El nuevo compañero de celda de Michael, "Haywire" (Silas Weir Mitchell) , se incorpora a su nueva celda.
Michael entonces trata de seguir con su plan mientras su compañero duerme, pero Haywire tiene un problema médico que no le permite dormir nunca, además este sospecha que el tatuaje de Michael es un camino al infierno.

## Curiosidades
- Este capítulo comienza justo donde termina el anterior, cuando Michael es traído de nuevo a la enfermería, pero extrañamente la Dra. Sara Tancredi tiene una camisa diferente.
- Robert Knepper y Paul Adelstein, los actores que hacen el papel de T-Bag y el Agente Kellerman, son promovidos al reparto regular luego de este capítulo.